# Comuna de Łyszkowice
Łyszkowice (polaco: Gmina Łyszkowice) é uma gminy (comuna) na Polónia, na voivodia de Lodz e no condado de Łowicki. A sede do condado é a cidade de Łyszkowice.
De acordo com os censos de 2004, a comuna tem 6985 habitantes, com uma densidade 65,3 hab/km².

## Área
Estende-se por uma área de 106,9 km², incluindo:
- área agricola: 78%
- área florestal: 16%

## Demografia
Dados de 30 de Junho 2004:
|                      | Total   | Total | Mulheres | Mulheres | Homens  | Homens |
| -------------------- | ------- | ----- | -------- | -------- | ------- | ------ |
|                      | pessoas | %     | pessoas  | %        | pessoas | %      |
| População            | 6985    | 100   | 3532     | 50,6     | 3453    | 49,4   |
| Densidade (pop./km²) | 65,3    | 100   | 33       | 33       | 32,3    | 32,3   |

De acordo com dados de 2002, o rendimento médio per capita ascendia a 1209,73 zł.

## Subdivisões
- Bobiecko, Bobrowa, Czatolin, Gzinka, Kalenice, Kuczków, Łagów, Łyszkowice, Łyszkowice-Kolonia, Nowe Grudze, Polesie, Seligów, Seroki, Stachlew, Stare Grudze, Trzcianka, Uchan Dolny, Uchan Górny, Wrzeczko, Zakulin.

## Comunas vizinhas
- Dmosin, Domaniewice, Głowno, Lipce Reymontowskie, Łowicz, Maków, Nieborów, Skierniewice

## Pessoas ligadas à Biella
- Sergiusz Gajek, (1949), visitador apostólico ad nutum Sanctae Sedis Igreja Católica Bizantina Bielorrussa